# Tillandsia colorata
Tillandsia colorata är en gräsväxtart som beskrevs av Lieselotte Hromadnik. Tillandsia colorata ingår i släktet Tillandsia och familjen Bromeliaceae. Inga underarter finns listade i Catalogue of Life.